# Stationery Stores
El Stationery Stores F.C. es un club de fútbol de Nigeria que juega en la Primera División de Nigeria, la tercera liga de fútbol más importante del país. El club fue fundado en el año 1958 en la antigua capital, Lagos, por Israel Adebajo, oficial de una compañía de suplementos en Nigeria.
Desde su inicio se manifestó como un equipo dominante, componiendo la columna vertebral de las selecciones nacionales, tanto que para los Juegos Olímpicos de México 1968, de los 11 titulares de la Nigeria, 9 eran del equipo. Cuenta con una brutal rivalidad con los otros equipos de Lagos, como el Enugu Rangers en la llamada Guerra de Biafran. En 1993 el equipo descendió por no completar sus partidos del calendario.

## Palmarés
- Copa de Nigeria: 4

1967, 1968, 1982, 1990
- Premier League de Nigeria: 1

1992
- Recopa Africana: 0
  - Subcampeón: 1

1981

## Participación en competiciones de la CAF
| Temporada | Torneo                            | Ronda            | Club              | Casa  | Visita | Global      |
| --------- | --------------------------------- | ---------------- | ----------------- | ----- | ------ | ----------- |
| 1968      | Copa Africana de Clubes Campeones | 1                | Cape Coast Dwarfs | 3-2   | 1-2    | 4-41        |
| 1968      | Copa Africana de Clubes Campeones | Cuartos de final | FAR Rabat         | 2-1   | 0-1    | 2-22        |
| 1970      | Copa Africana de Clubes Campeones | 1                | Forces Armées     | 3-1   | 3-2    | 3-3         |
| 1970      | Copa Africana de Clubes Campeones | 2                | Asante Kotoko     | 3-2   | 0-13   | 3-3 (a)     |
| 1981      | Recopa Africana                   | 1                | Al-Ahly Benghazi  | 1-0   | 0-1    | 1-1 (5-4 p) |
| 1981      | Recopa Africana                   | 2                | CAPS United       | 1-0   | 0-1    | 1-1 (3-1 p) |
| 1981      | Recopa Africana                   | Cuartos de final | Gbessia AC        | 3-1   | 1-0    | 4-1         |
| 1981      | Recopa Africana                   | Semifinales      | Djoliba AC        | 0-0   | 1-0    | 1-0         |
| 1981      | Recopa Africana                   | Final            | Union Douala      | 1-2   | 0-0    | 1-2         |
| 1983      | Recopa Africana                   | 1                | CAP Owendo        | 0-0   | 1-0    | 1-0         |
| 1983      | Recopa Africana                   | 2                | ASEC Mimosas      | w.o.4 | w.o.4  | w.o.4       |
| 1991      | Recopa Africana                   | 1                | Shellsport        | 1-1   | 0-2    | 1-3         |
| 1993      | Copa Africana de Clubes Campeones | 1                | USCA Bangui       | 2-2   | 3-1    | 5-3         |
| 1993      | Copa Africana de Clubes Campeones | 2                | Wydad Casablanca  | 4-1   | 1-3    | 5-4         |
| 1993      | Copa Africana de Clubes Campeones | Cuartos de final | AS Sogara         | 1-0   | 2-3    | 3-3 (a)     |
| 1993      | Copa Africana de Clubes Campeones | Semifinales      | Zamalek SC        | 1-0   | 1-3    | 2-3         |

1- Stationery Stores ganó el criterio de desempate.

2- se jugó un partido de desempate en Dakar; FAR Rabat ganó después de que el juego terminara 2-2.

3- el partido fue abandonado cuando el Asante Kotoko ganaba 1-0 después de una invasión al terreno de juego; Asante Kotoko clasificó.

4- Stationery Stores abandonó el torneo.

## Jugadores

### Jugadores destacados
| - Arthur Moses - Felix Ademola - Dotun Alatishe - Ajibade Babalade - Ibrahim Babangida - Ndubisi Chukunyere - Teslim Fatusi - Haruna Ilerika - Muda Lawal - Gabriel Melkam | - Benji Nzeakor - Abiodun Obafemi - Sam Opone - Peter Rufai - Ike Shorunmu - Abdul Sule - Collins Ibitemi - Nwache Amechi - Tosin Adebambo - Joe Ashinze |